# Грейаут

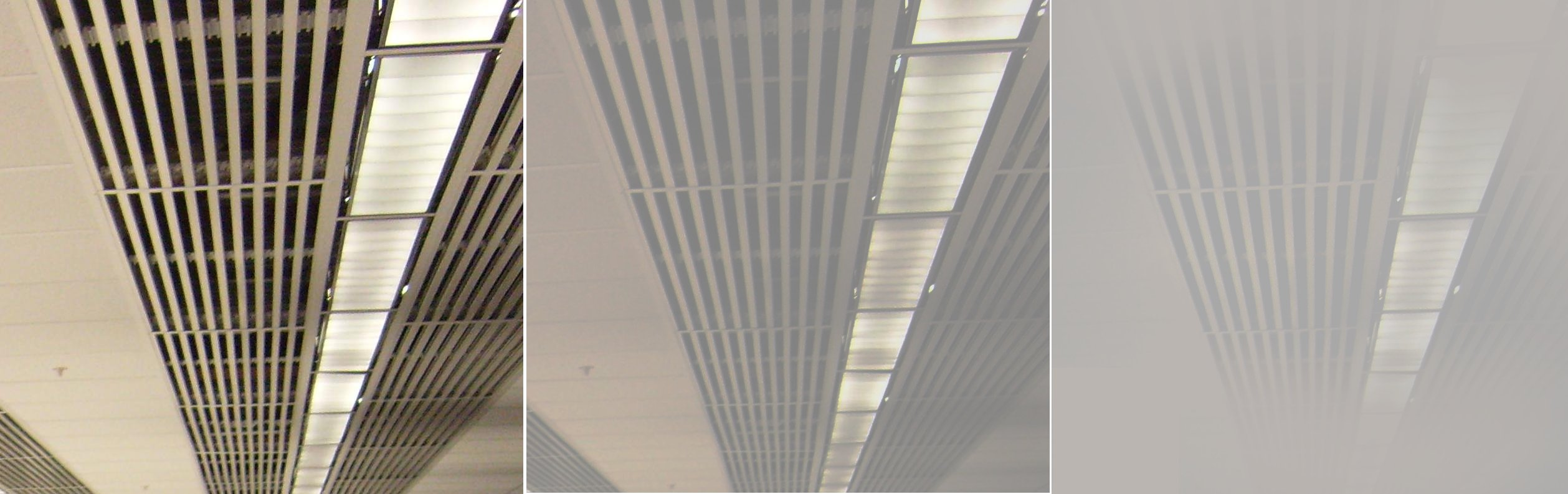
Візуалізація стадій грейаута.

Грейаут (англ. greyout, досл. «посіріння») — похідний з англійської мови термін, що позначає тимчасове затьмарення зору, яке характеризується відчутним затемненням відчуття світла та кольору та іноді супроводжується втратою периферийного зору. Зазвичай грейаут спричинений гіпоксією (низьким рівнем кисню в головному мозку), часто через втрату артеріального тиску. Часто це передвісник втрати свідомості (блекауту).
Грейаут може мати різноманітні причини:
- шок, зокрема гіповолемічний (навіть у дуже легкій формі — наприклад, при заборі крові);
- різке вставання (див. ортостатична гіпотензія), особливо при хворобі, похміллі або низькому артеріальному тиску;
- перевтома;
- як це ні парадоксально, гіпервентиляція; зокрема, самоіндукована гіпокапнія, наприклад при грі в «собачий кайф» або при пірнанні[en];
- фізичне перенапруження;
- надто сильний кашель або чхання;
- панічна атака.

Можливі симптоми можуть включати:
- розмитий зір(інші мови);
- тунельний зір;
- запаморочення;
- втрата рівноваги;
- раптове відчуття виснаження;
- дихання пришвидшене, вдихи швидкі й короткі;
- респіраторний ацидоз;
- різке прискорення пульсу;
- падіння кров'яного тиску;
- різке зниження сатурації.

Одужання зазвичай швидке. Грейаут можна легко усунути, якщо лягти, оскільки в такому положенні серцево-судинній системі не потрібно протидіяти силі тяжіння, щоб кров досягла мозку.
Грейаут може виникати у пілотів літаків, які переживають високі позитивні перевантаження, наприклад, під час крутого набору висоти чи повороту, внаслідок чого кров приливає до нижніх кінцівок тіла, а кров'яний тиск у мозку різко падає.
Існує і «протилежне» явище, так званий редаут (англ. redout), тобто почервоніння (в очах), яке виникає внаслідок негативних перевантажень, спричинених опусканням носа літака вниз, наприклад при виконанні зовнішньої петлі. Найчастіше таке трапляється саме з пілотами, оскільки літаки є найпоширенішими пристроями, що можуть створювати настільки сильні негативні перевантаження. Подібний стан є потенційно небезпечним і може спричинити пошкодження сітківки та геморагічний інсульт.
Пілоти високошвидкісних літаків використовують протиперевантажувальний костюм, який не дозволяє крові скупчитися в нижніх кінцівках і в такий спосіб протидіє грейаутам. Костюма, здатного запобігти редаутам, поки не придумано. Тривале або сильне перевантаження може призвести до втрати свідомості (так званий g-LOC, англ. g-force induced loss of consciousness, досл. «втрата свідомості, спричинена перевантаженням»).
Непідготовлені особи можуть витримувати перевантаження у приблизно 4g, тоді як пілоти винищувачів у протиперенавантажувальних костюмах можуть виконувати маневри при 9g. Навіть під час важкого грейаута, при сильних порушеннях зору, пілоти все ще можуть чути, відчувати та говорити
Грейаут іноді трапляється у пасажирів американських гірок, оскільки такі атракціони часто піддають пасажирів впливу позитивних перевантажень, особливо на вертикальних петлях та спіралях. Редаут же на американських гірках навряд можливий, оскільки більшість елементів з негативними перевантаженнями (zero-gravity roll) розроблені для імітації невагомості.